# Ли Бингбинг
Ли Бингбинг (кин. 李冰冰, пин'јин: Lǐ Bīngbīng; рођена 27. фебруара 1973. године у Харбину, Кина), кинеска је глумица и певачица.
Глумила је у филму Забрањено краљевство (2008) са Џекијем Ченом, где је играла седокосог негативца. Године 2012. појавила се у улози Аде Вонг у филму Притајено зло: Освета насупрот глумици Мили Јововић. Две године касније, појавила се у четвртом делу серијала Трансформерси, поднасловом Трансформерси: Доба изумирања, са глумцем Марком Волбергом. Исте године потписала је уговор за улогу Аде Вонг у шестом делу Притајено зло: Коначно поглавље (издат 2016). Појавила се и у филму Мегалодон: Предатор из далеких дубина (2018), као др Сујин Џанг, водећа океанографкиња.